# 施金福
施金福（1955年—），台灣木雕藝術家，出生於台灣彰化縣。

## 簡介
施金福國中畢業後，即投入鹿港有名的木雕師父尤水木門下，後來向鹿港名師黏文意學習書法，雕刻作品結合書法，並利用剩餘的木頭，製作寶劍、蘭花、如意等結合木雕的傳統工藝作品紛紛出現，進一步投入藝術創作的行列。作品以現代人物和半抽象的居多，甚至涵蓋所謂的公共藝術。現已被國立台灣工藝研究發展中心選為工藝之家。

## 展覽記錄
- 1997年，鹿港民俗技藝節（魯班公木藝宴木雕）展
- 1997年，臺灣省主辦民藝華會，台灣雕刻藝術展
- 1997年，鹿港慶祝漁業文化饗宴木雕展
- 1998年，鹿港民俗技藝節，巧聖先師藝術宴工藝展
- 1998年，慶祝慶港洛津國小藝文展
- 2003年，（總統府藝廊）-彰化縣地方工藝特展
- 2004年-2005年，參與漂流木現場雕刻實作，彰化縣主辦台灣花卉博覽會
- 2005年，嘉義市博物館木雕聯展
- 2005年，草山行館木雕聯展
- 2005年，苗栗木雕博館聯展
- 2005年，國立歷史博物館桃園際機場一、二期航站雕塑聯展。作品：豐
- 2006年，桃園國際機場第五期聯展
- 2006年，台灣之窗第六期聯展
- 2007年，國立台灣工藝研究所台北展示中心「鬼斧神工」木雕工藝展
- 2007年，桃園國際機場「台灣之窗」第七期展

## 得獎記錄
- 1999年，台灣區木雕藝術創作第三名
- 2000年，台灣區木雕藝術創作入選獎
- 2001年，南瀛獎第十五屆南瀛美展入選獎
- 2001年，台灣區木雕藝術創作－複合媒材類佳作、傳統木雕類佳作
- 2002年，國家工藝獎入選獎
- 2002年，台灣區木雕藝術創作複合媒材類入選獎
- 2004年，彰化縣主辦：大佛亮起來，設計比賽入選

## 資料來源
人物專訪 》 台灣工藝之家 施金福
台灣工藝生活美學概念館